# Rolla Norman
Édouard Charles Normand dit Rolla Norman ou Rolla-Norman, né le 24 juin 1889 à Paris 10e et mort le 18 novembre 1971 à Buc où il est enterré, est un acteur français.

## Biographie
Sa carrière d'acteur commence en 1908 et se termine en 1950.

## Filmographie partielle
- 1908 : L'Assassinat du duc de Guise, court métrage de André Calmettes : un page
- 1911 : Cadoudal, court métrage de Gérard Bourgeois
- 1913 : La Moche de Georges Denola
- 1914 : La Reine Margot d'Henri Desfontaines : le duc d'Alençon
- 1921 : La Proie de Marcel Dumont
- 1921 : Tout se paie d'Henry Houry
- 1923 : Le Chant de l'amour triomphant de Victor Tourjansky : Fabio
- 1923 : La Dame de Monsoreau de René Le Somptier : Bussy d'Amboise
- 1924 : Cœurs farouches de Julien Duvivier : Landry
- 1924 : Credo ou la Tragédie de Lourdes de Julien Duvivier : Jacques Barrois
- 1925 : Salammbô de Pierre Marodon : Matho
- 1926 : Gribiche de Jacques Feyder : Phillippe Gavary
- 1927 : L'Île enchantée de Henry Roussel
- 1928 : La Grande Passion d'André Hugon : Jean d'Espoey
- 1928 : La Veine de René Barberis
- 1931 : Buster se marie de Claude Autant-Lara et Edward Brophy
- 1932 : Le Chien jaune de Jean Tarride : Léon
- 1932 : Conduisez-moi Madame de Herbert Selpin :  André Réville
- 1933 : Rocambole de Gabriel Rosca : Rocambole
- 1934 : La Maison du mystère de Gaston Roudès : Julien
- 1935 : La Kermesse héroïque de Jacques Feyder : non crédité
- 1935 : Les Mystères de Paris de Félix Gandéra : Tom
- 1935 : Le Clown Bux de Jacques Natanson
- 1936 : Sous la terreur  de Marcel Cravenne et Giovacchino Forzano : le comte André de Beaulieu
- 1936 : Un de la légion de Christian-Jaque : Carron
- 1936 : Les Deux Gosses de Fernand Rivers : Jacques d'Alboise
- 1937 : Double crime sur la ligne Maginot de Félix Gandéra
- 1938 : Paix sur le Rhin de Jean Choux : le major
- 1939 : Adieu Vienne de Jacques Séverac
- 1940 : Les Musiciens du ciel de Georges Lacombe : non crédité
- 1950 : La Souricière de Henri Calef : un juré (non crédité)

## Distinctions
- Croix de guerre 1914–1918 avec 4 citations
- Médaille interalliée 1914-1918
- Chevalier de la Légion d'honneur à titre militaire (Journal officiel du 4 septembre 1920)[2]